# Mrisho Ngassa
Mrisho Alfani Ngassa (n. 5 de mayo de 1989) es un futbolista tanzano que juega para el Azam FC de la Liga tanzana de fútbol y para la Selección de fútbol de Tanzania. 

## Trayectoria
En abril de 2009, Ngassa fue invitado a una prueba en la Liga Premier por el West Ham United. El 21 de mayo de 2010, Ngassa se unió al Azam FC por $40,000. Esta fue la mayor transferencia en la historia del fútbol de Tanzania. 
Ngassa es actualmente pretendido por el Seattle Sounders FC de la MLS. 

## Selección nacional
Fue el goleador de la Copa CECAFA 2009 con 5 tantos, terminando Tanzania en el cuarto lugar del torneo.

### Participaciones con la selección
| Torneo                                  | Sede            | Resultado     |
| --------------------------------------- | --------------- | ------------- |
| Campeonato Africano de Naciones de 2009 | Costa de Marfil | Primera ronda |

## Clubes
| Club              | País     | Año           |
| ----------------- | -------- | ------------- |
| Young Africans FC | Tanzania | 2007-2010     |
| Azam FC           | Tanzania | 2010-presente |